# Министерство транспорта и коммуникаций Казахстана
Министерство транспорта и коммуникаций Республики Казахстан — Министерство в составе правительства Республики Казахстан, центральный исполнительный орган Республики Казахстан осуществляющий руководство и межотраслевую координацию по вопросам разработки и реализации государственной политики в сфере транспорта и коммуникаций. Положение о Министерстве Утверждено постановлением Правительства Республики Казахстан от 24 ноября 2004 года № 1232.
6 августа 2014 года в ходе реорганизации Правительства РК упразднено, функции министерства переданы новому Министерству по инвестициям и развитию Республики Казахстан

## История
Министерство транспорта и коммуникаций Казахстана в первый раз был создан в июне 1994 года путём объединения Министерство транспорта Казахстана и Министерство связи Казахстана. В таком виде существовало до января 1999 года когда было изменено в Министерство транспорта, коммуникаций и туризма. С октября 1999 года снова называлось Министерство транспорта и коммуникаций Казахстана.
31 мая 2006 года в здании случился пожар, начавшийся с балкона 27-го этажа. Он был локализован в течение 1 часа 40 минут. После этого события, в народе здание получило прозвище «Зажигалка», на что также наводит форма строения.

## Комитеты
При Министерстве работают 4 комитета
- Комитет транспортного контроля — осуществляет функции в области транспорта, за исключением воздушного[4]
- Комитет транспорта и путей сообщения — осуществляет функции в сфере железнодорожного, водного и автомобильного транспорта[5]
- Комитет гражданской авиации — осуществляет координацию и регулирование деятельности гражданской и экспериментальной авиации и использования воздушного пространства Республики Казахстан[6]
- Комитет автомобильных дорог — осуществляет координацию в области развития автодорожного сектора[7]

## Руководство
| №  | Ф.И.О.                          | Дата начала и окончания работы на посту                     | Изображение |
|    | Исингарин, Нигматжан Кабатаевич | июнь — окт. 94 (в фев. 91 — июнь 94 как министр транспорта) |             |
|    | Серик Алигужинов                | 1994—1995                                                   |             |
|    | Юрий Лавриненко                 | 1995—1997                                                   |             |
| 1  | Еркин Калиев                    | 1997 — сентябрь 1998                                        |             |
| 2  | Серик Буркитбаев                | сентябрь 1998 — 2000                                        |             |
| 3  | Карим Масимов                   | 2000 — ноябрь 2001                                          |             |
| 4  | Аблай Мырзахметов               | ноябрь 2001 — апрель 2002                                   |             |
| 5  | Кажмурат Нагманов               | 18 мая 2002 — 25 мая 2005                                   |             |
| 6  | Аскар Мамин                     | август 2005 — 21 сентября 2006                              |             |
| 7  | Серик Ахметов                   | 25 сентября 2006 — 3 марта 2009                             |             |
| 8  | Абельгази Кусаинов              | 3 марта 2009 — 8 апреля 2011                                |             |
| 9  | Берик Камалиев                  | 12 апреля 2011 — 20 января 2012                             |             |
| 10 | Аскар Жумагалиев                | 21 января 2012 — 7 марта 2014                               |             |
| 11 | Женис Касымбек                  | 7 марта 2014 — 6 августа 2014                               |             |